# Megilot
Die Regionalverwaltung Megilot (hebräisch מועצה אזורית מגילות Mo'atza Azorit Megilot) ist eine Regionalverwaltung der israelischen Besatzung im südöstlichen Westjordanland.
Der Name Megilot bedeutet Schriftrolle und bezieht sich auf die Schriftrollen vom Toten Meer, die in Qumran auf dem Gebiet der heutigen Regionalverwaltung gefunden wurden.
Der Sitz der Verwaltung ist in Vered Jericho.

## Lage
Das Gebiet der Regionalverwaltung liegt im östlichen Teil der judäischen Wüste, westlich und nördlich des Toten Meeres.

## Geschichte
Auf dem Gebiet der heutigen Regionalverwaltung begann die 1930 von Mose Nowomeisky gegründete Gesellschaft Palestine Potash Company mit der Gewinnung von Kalisalz aus dem nördlichen Toten Meer. Dazu wurde 1929 die Ortschaft Kalija gebaut, die im Palästinakrieg 1948 zerstört und 1968 wieder aufgebaut wurde.
Israel besetzte im Sechstagekrieg von 1967 das Gebiet der heutigen Regionalverwaltung. 1981 wurde für die seit 1968 entstehenden israelischen Siedlungen eine eigene Verwaltungseinheit gegründet.

## Einwohner
Die Einwohnerzahl beträgt 2.065 (Stand: Januar 2022). Megilot war mit nur 1.200 Einwohnern im Jahr 2014 die bevölkerungsärmste Regionalverwaltung Israels.
Das israelische Zentralbüro für Statistik gibt bei den Volkszählungen vom 4. Juni 1983, 4. November 1995 und vom 28. Dezember 2008 für israelischen Siedlungen der Regionalverwaltung folgende Einwohnerzahlen an:
| Name          | 1983 | 1995 | 2008 |
| ------------- | ---- | ---- | ---- |
| Almog         | 57   | 125  | 197  |
| Avnat         | –    | –    | –    |
| Beit HaArava  | –    | 27   | 96   |
| Kalija        | 102  | 256  | 281  |
| Mitzpe Salem  | 70   | 208  | 172  |
| Vered Jericho | 151  | 197  | 188  |
|               |      |      |      |
| Gesamt        | 380  | 813  | 934  |

## Gliederung
- 4 Kibbuzim: → Liste der Kibbuzim
- 1 Moschaw: → Tabelle der Moschawim
- 1 Gemeinschaftssiedlung: → Tabelle der Gemeinschaftssiedlungen
- Die Hochschule Jiftach in Avnat

## Bürgermeister
Arie Cohen